# SN 1992bd
SN 1992bd – supernowa typu II odkryta 12 października 1992 roku w galaktyce NGC 1097. W momencie odkrycia miała maksymalną jasność 15,00m.